# بابک خرمدین
بابک خُرَّمدین (درگذشتهٔ صفر ۲۲۳ / ژانویهٔ ۸۳۸)، رهبر اصلی مبارزان ایرانی علیه سلطهٔ خلافت عباسی و رهبر جنبش خرمدینان بود که پس از مرگ ابومسلم خراسانی، بر خلافت عباسی شورید. قیام بابک خرمدین خواستار بازگشت عزت و شکوه گذشته ایرانیان بود و به غرب و مرکز ایران سرایت نموده و پس از بیست سال با خیانت شکست خورد. این قیام نشانگر تداوم احساسات و دلبستگی ایرانیان نسبت به سرزمین و نیاکان خود بود.
خرمدینان، مرگ ابومسلم را انکار کردند و معتقد بودند که او باز خواهد گشت تا عدالت را در جهان، برقرار کند. در دوران خلافت عباسیان، آذربایجان، کانون مقاومت طولانی‌مدت و خطرناک علیه خلافت بود که توسط بابک خرمدین، رهبری می‌شد و بر شمال غربی ایران، تأثیر گذاشته بود و بیش از ۲۰ سال — از ۲۰۱ ه‍.ق / ۸۱۶ م تا ۲۲۲ ه‍.ق /۸۳۷ م — طول کشید. از نگاه کلیفورد ادموند باسورث، این مقاومت قطعاً پایه‌های دینی داشت اما ممکن است که پایه‌های سیاسی-اجتماعی نیز داشته باشد. شورش او به روشنی از حس ضدِعربی ایرانیان در آذربایجان بهره می‌برده است. تعداد نیروهای لشکر بابک را در بیان الادیان ابوالمعالی ۱۰۰ هزار نفر، در تنبیه الاشراف مسعودی ۲۰۰ هزار نفر، در تاریخ بغدادی ۳۰۰ هزار نفر یا بی‌شمار و در تبصرة العوام بیشمار ذکر کرده‌اند که بی‌شک مبالغه‌آمیز است ولی حداقل دلالت بر بزرگ بودن لشکر آن دارد.
بابک خرمدین زندگی گمنامی در آذربایجان داشت تا اینکه مورد توجه جاویدان بن سهل، رهبر جنبش خرمدینان (که مدت کوتاهی بعد درگذشت) قرار گرفت. بابک ادعا کرد که روح جاویدان در کالبد او وارد شده و تحریک ساکنان بذ را آغاز کرد. او قدرت جدیدی به جنبش دینی-اجتماعی که ریشه در مذهب مزدک داشت، بخشید و از روش‌های خشونت‌آمیزِ ویژه‌ای بهره گرفت. به نظر می‌رسد که قیام او از ۲۰۱ ه‍.ق / ۸۱۶ م آغاز و با نقشهٔ حاتم پسر هرثمه، یاری شده بود و با مشکلات مختلفی در استان‌های شرقی که به دنبال آن مأمون به بغداد بازگشت، آسان گشته بود.
در ۲۰۴ ه‍.ق/ ۸۱۹–۸۲۰ م مأمون، یحیی بن معاذ را به سوی بابک فرستاد که با درگیری بی‌نتیجه در موقعیت‌های مختلف (جنگی) همراه بود؛ همان‌طور که تلاش دیگر فرماندهان خلافت، شانس بهتری نداشتند. در پایان خلافت مأمون شورش تا ناحیه جبال هم کشیده شد، که این باعث نخستین نگرانی خلیفه معتصم گردید و باعث شد تا او شورش این ناحیه را ریشه‌کن کند. در ۲۲۰ ه‍.ق / ۸۳۵ م معتصم افشین را مأمور سرکوب بابک کرد. این فرمانده قلعه‌های جادهٔ بذ را که بابک ویران کرده‌بود را تعمیر کرد و علی‌رغم شکست بغای کبیر در هشتادسر، توانست طرخان، یکی از فرماندهان شورشی را غافلگیر کند. سپس با نیروهای تحت فرماندهی جعفر خیاط و داوطلبان ابودلف تجدید قوا کرد و در ۲۲۲ ه‍.ق /۸۳۷ م اردوگاهی را تحت حفاظت دیده‌بان‌ها برپا کرد. (چرا که مکرراً از بذ مورد هجوم واقع شده‌بود) بعد از حملهٔ ناموفق داوطلبان، بذ در ۹ رمضان ۲۲۲ ه‍.ق/۱۵ اوت ۸۳۷ م توسط نیروهای فرغانه‌ای فتح و غارت شد. بابک فرار کرد ولی توسط بزرگ ارمنستانی - سهل بن سنباط - که به او پناه داده‌بود، دستگیر شد و به افشین تحویل داده‌شد. او به سامرا فرستاده شد و در ۳ صفر ۲۲۳ / ۴ ژانویه ۸۳۸ به سامرا رسید. معتصم او را سوار بر فیل به معرض نمایش گذاشت و با بی‌رحمی زیاد او را اعدام کرد. جنازهٔ او بر چوبهٔ دارش باقی‌ماند و منجر شد تا نامش به این منطقهٔ شهر اطلاق گردد.
دستگیری و اعدام بابک پایان جنبش خرمدینان نبود و آن‌ها ادامه حیات دادند تا مدرکی گواه بر حیاتشان در قرن ۳ ه‍.ق/۹ م باشند. داوطلبان شورش گذشته، که خود را بابکیه نام نهادند، در بذ تا قرن ۵ ه‍.ق / ۱۱ م ادامه حیات دادند و به انتظار او ماندند و آیین خاصی انجام می‌دادند.

## منابع برای تاریخ‌نگاری زندگی بابک خرمدین

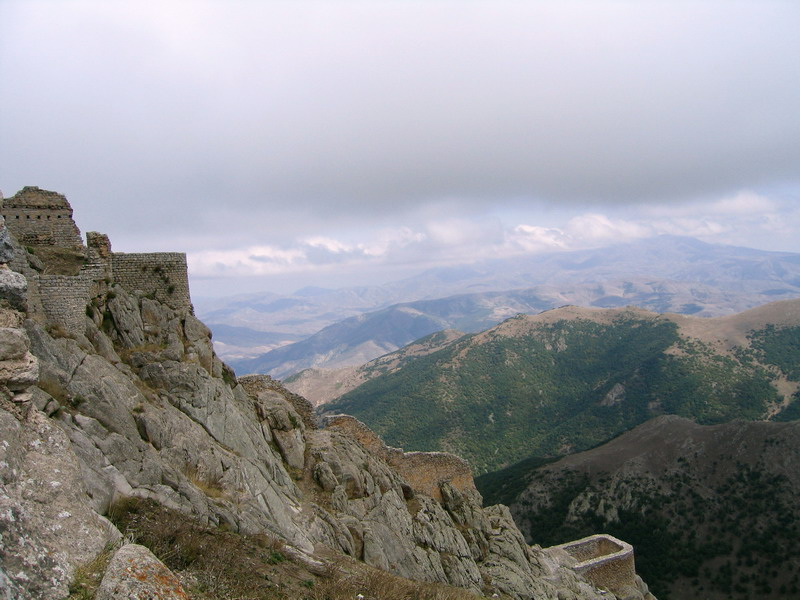
منظرهٔ قلعه بابک، از بالای قلعه

## نام و تبار و طول زندگانی بابک

نمایی از قلعه بابک

## تولد و جوانی

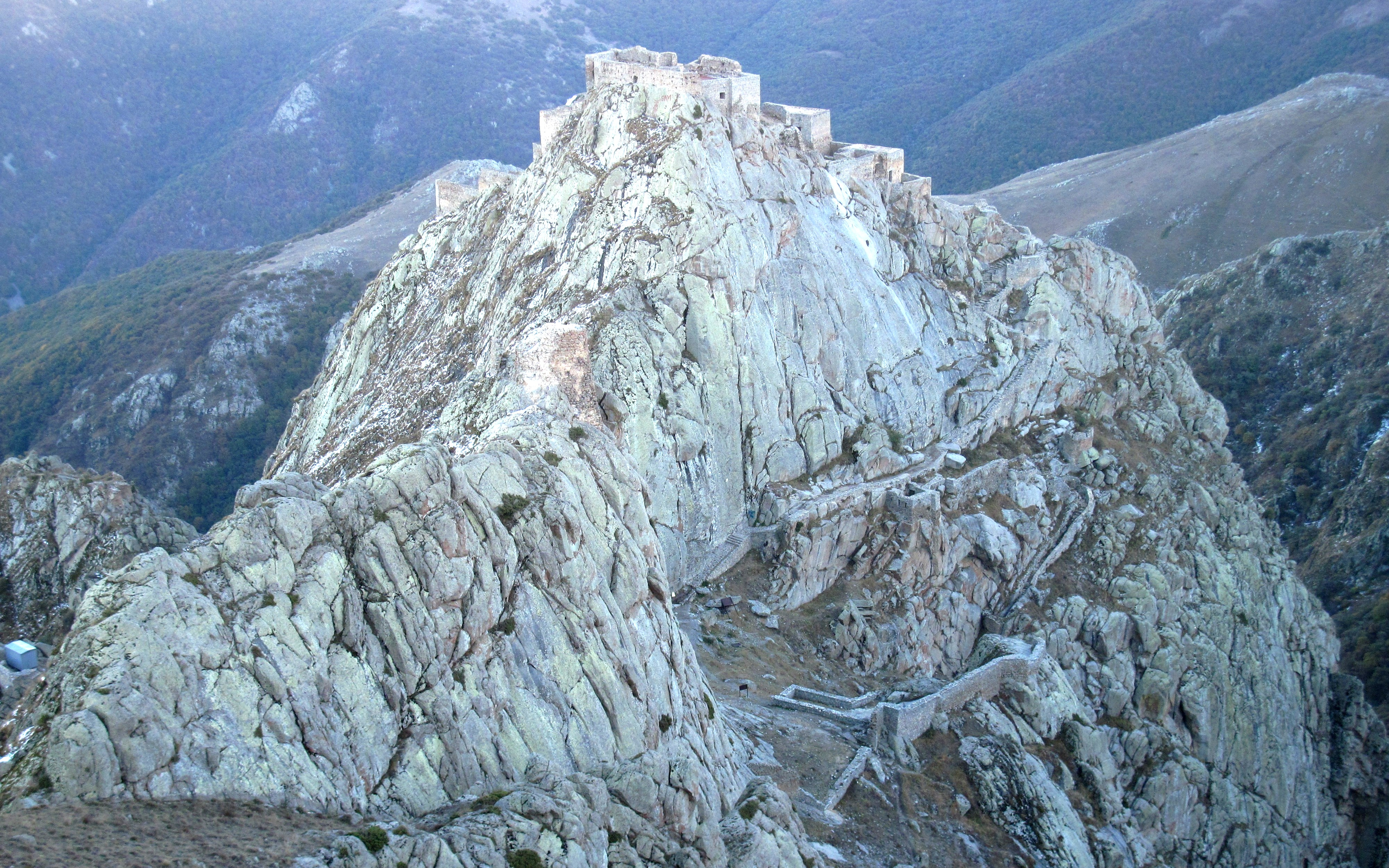
قلعه بابک از سمت کمپ.

نمایی از قلعه بابک

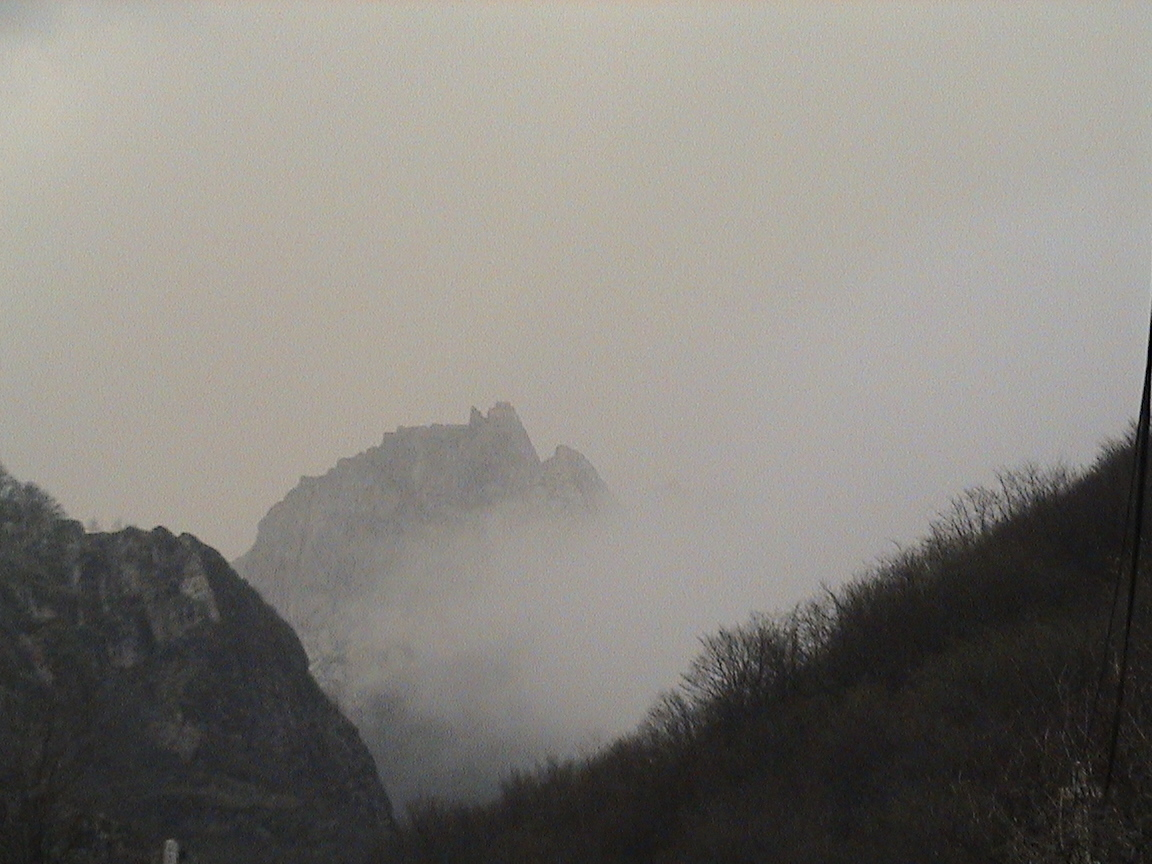
قلعه بابک در قلهٔ کوه

## قیام خرمدینان

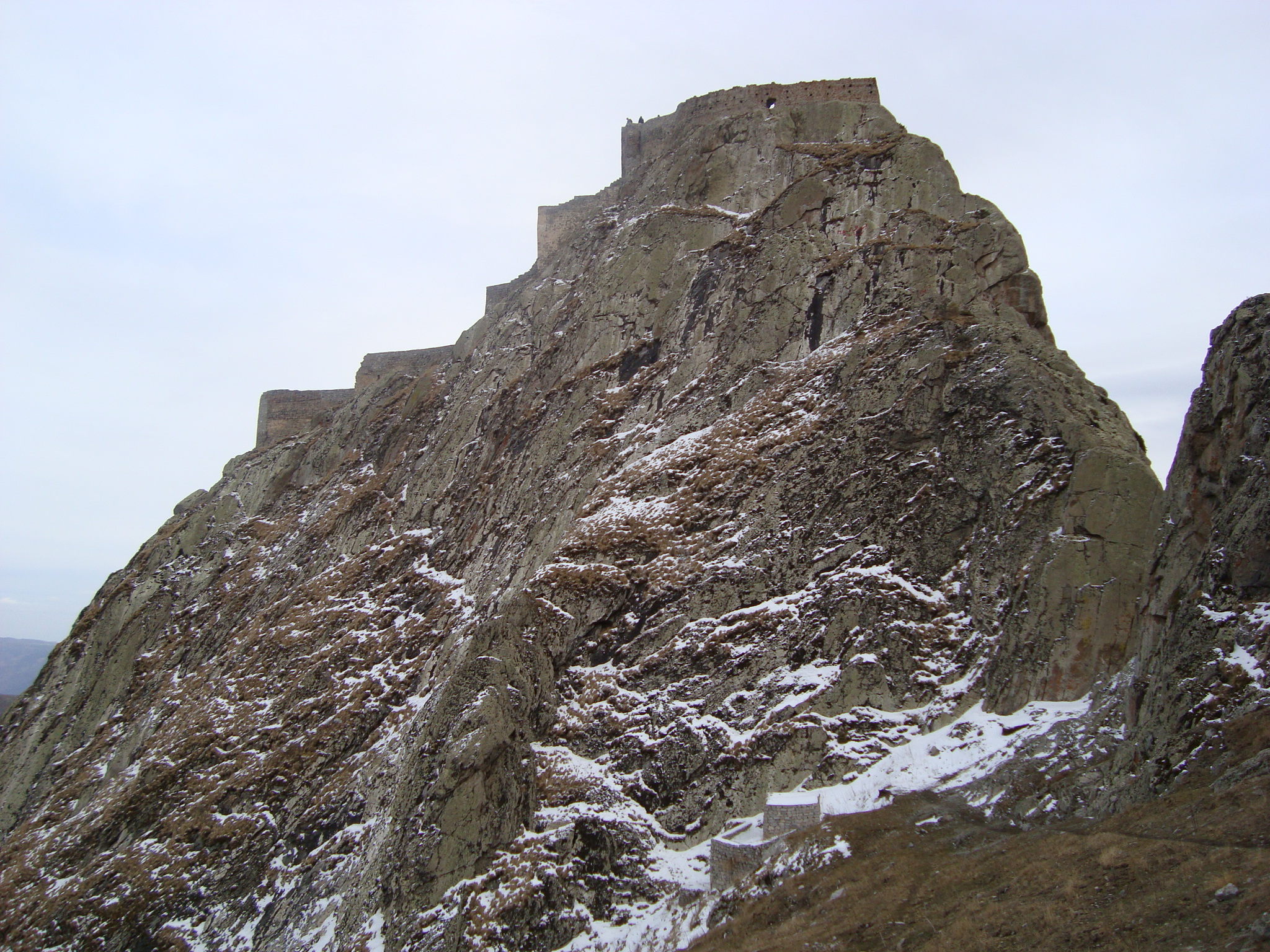
قلعه بابک

### آغاز قیام

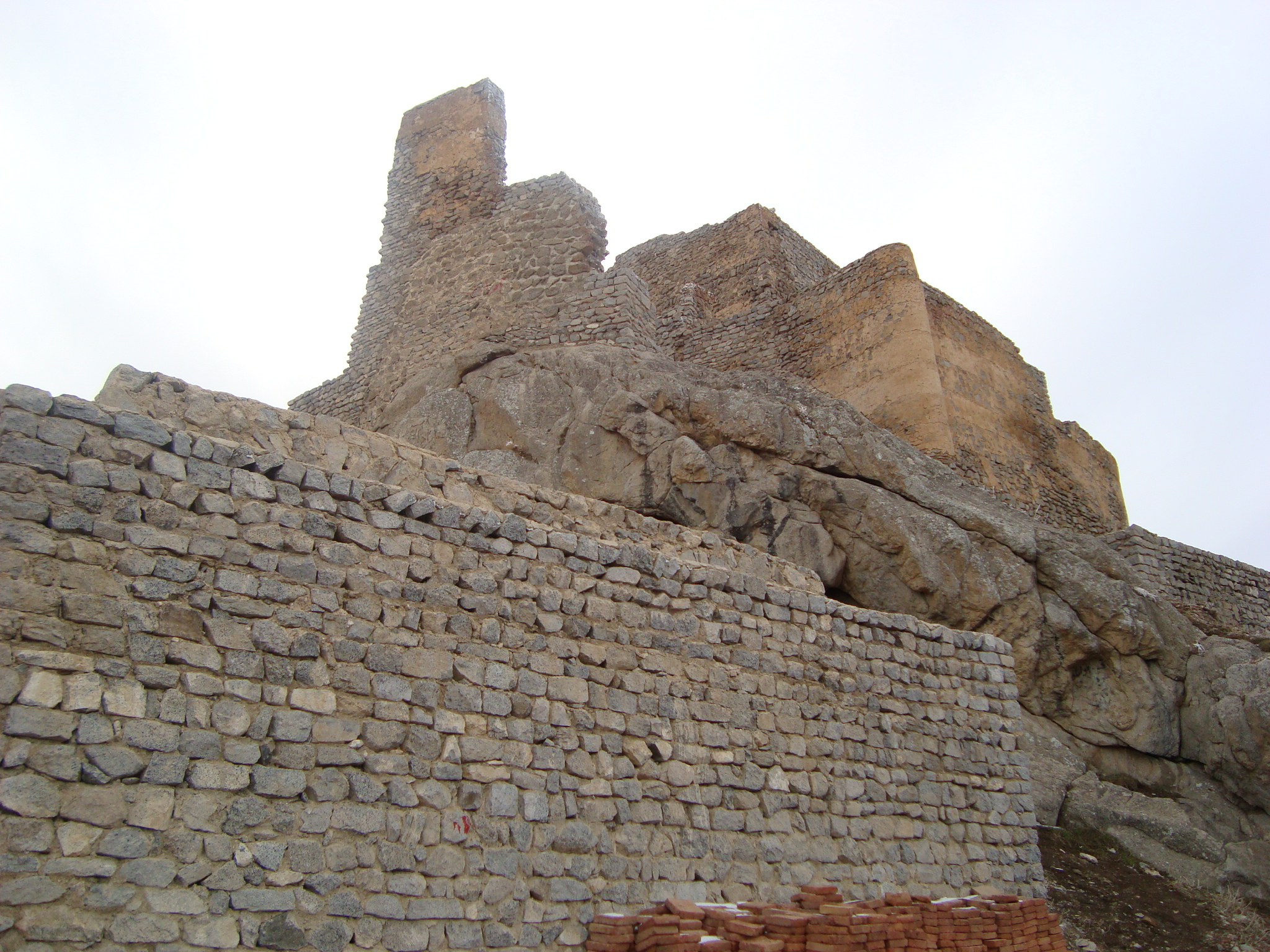
قلعه بابک

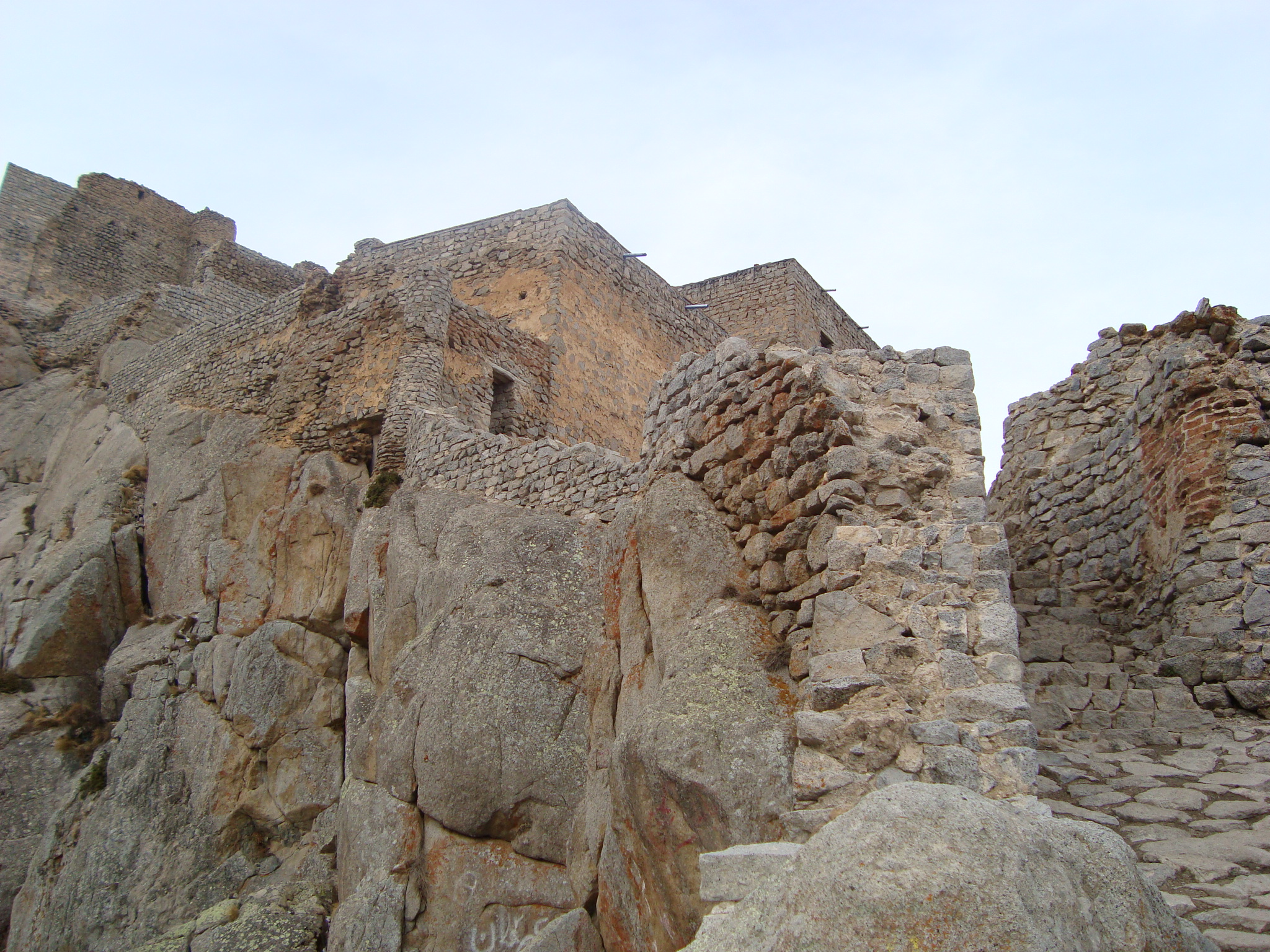
قلعه بابک

##### نبرد در قلعهٔ بذ

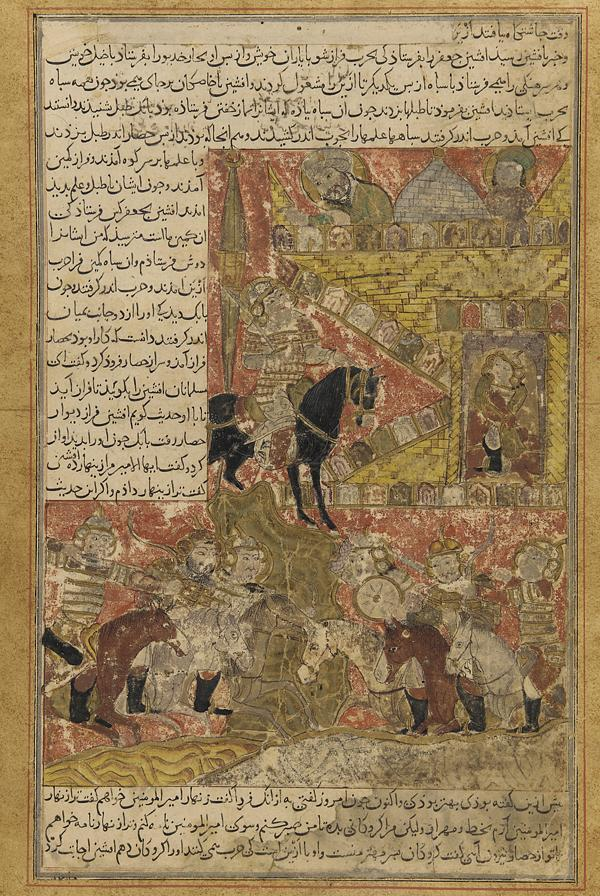
مذاکره بابک خرمدین با افشین

#### دستگیری و اعدام

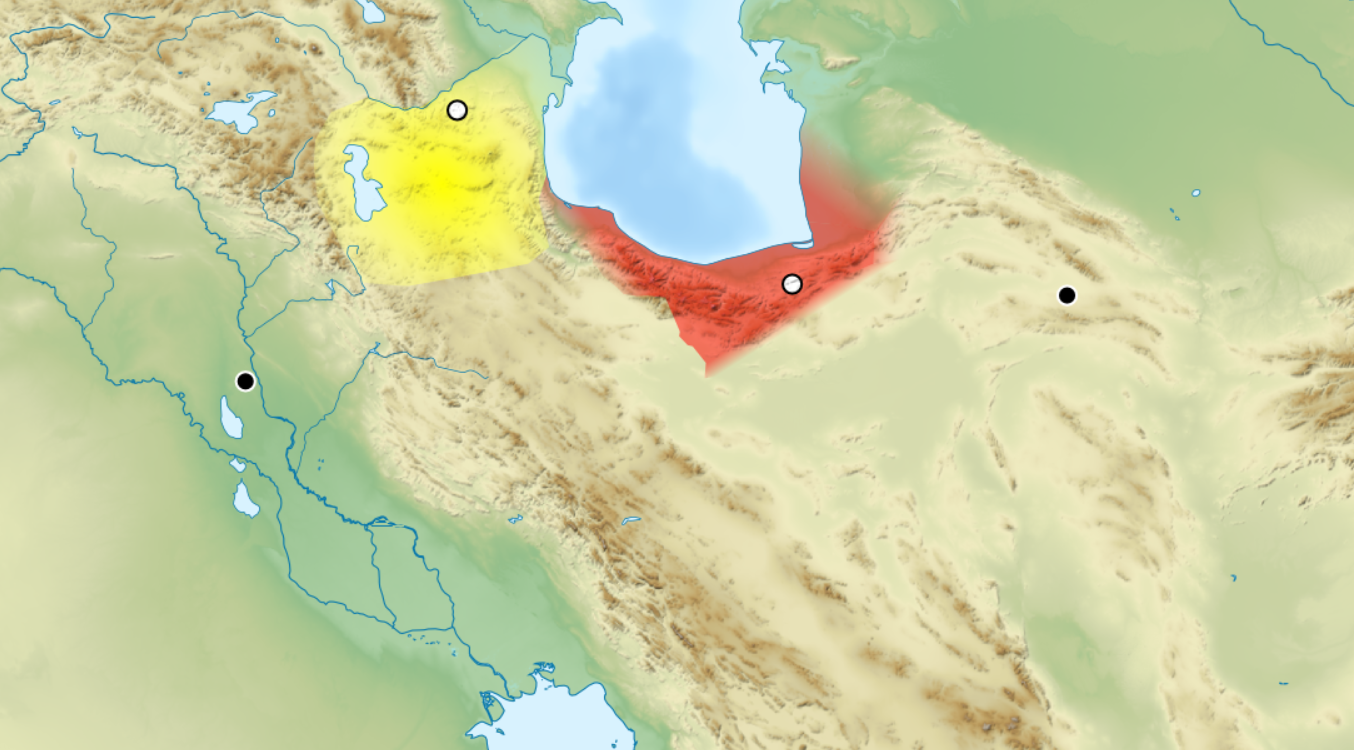
حدود قیام بابک (زرد) و مازیار (سرخ)